# 1re division parachutiste (armée impériale japonaise)
La 1re division parachutiste (挺進集団, Teishin Shudan, « groupe d'intervention ») est la seule unité parachutiste de l'armée impériale japonaise. Son nom de code est Division Attaque dangereuse (挺進, Teishin). L'unité fait partie du Service aérien de l'Armée impériale japonaise et a le statut de division. Elle est distincte des parachutistes de la marine (en) des forces spéciales de débarquement naval.

## Histoire

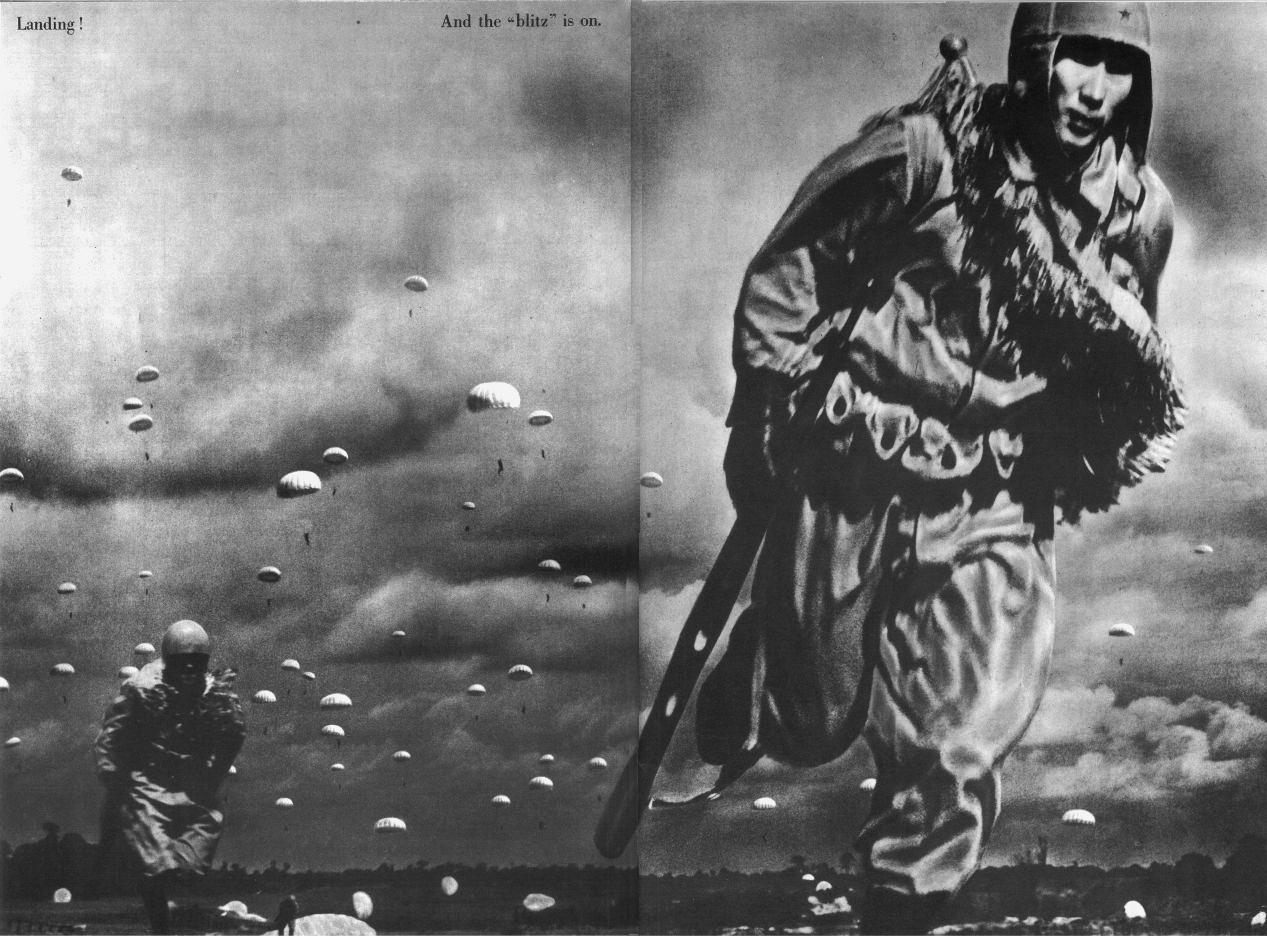
IJA Parachutistes Teishin Shudan à Palembang du 13 au 15 février 1942

L'armée impériale japonaise développe une force parachutiste à la fin des années 1930 mais le programme n'est pas pris en considération par le quartier général impérial avant les succès des unités parachutistes allemandes lors du Blitzkrieg de 1940.
L'armée déploie des parachutistes pour la première fois durant la bataille de Palembang à Sumatra en Indonésie le 14 février 1942. L'opération est bien planifiée et 425 hommes du 1er régiment parachutiste capturent le terrain d'aviation de Palembang, tandis que le 2e régiment s'empare de la ville et de son importante raffinerie de pétrole. Cependant, après le départ du Japon du 1er régiment d'intervention à bord du navire de transport Meiko Maru vers l'Indochine, l'embarcation prend soudainement feu en mer de Chine méridionale et coule près de l'île de Hainan. Tous les parachutistes sont secourus mais ont perdu tout leur équipement et sont épuisés. Ils ne participent donc pas à l'opération et le 2e régiment parachutiste prend le relais. Les parachutistes sont ensuite déployés lors de la campagne de Birmanie mais leurs opérations sont annulées.
En juillet 1943, la 1re troupe blindée de planeurs (chars largués par planeurs) est formée, avec quatre chars légers Type 95 Ha-Go. Cette unité atteint la taille d'un bataillon, avec une compagnie de chars utilisant 14 Type 2 Ke-To, une compagnie d'infanterie, et une compagnie de transport motorisé.
Les brigades parachutistes sont organisées au sein de la Teishin Shudan et basées au terrain d'aviation de Kawaminami à Kyūshū. Elles sont commandées par un major-général et organisées comme suit :
- quartier-général (220 hommes) ;
- brigade d'aviation ;
- brigade d'intervention ;
- deux régiments d'infanterie de planeurs ;
- compagnie d'artillerie (120 hommes) ;
- compagnie de signaux (140 hommes) ;
- compagnie de génie (250 hommes).

L'unité a une force estimée à 5 575 hommes.
Cependant, après que des unités similaires aient été créées par les Alliés et autres puissances de l'Axe, les parachutistes japonais souffrent de taux de mortalité disproportionnés, et la perte d'hommes, dont la formation a été longue et coûteuse, limite leurs opérations uniquement aux situations critiques. La plupart du temps, la division parachutiste est déployée en tant qu'infanterie d'élite légère.
Deux régiments parachutistes sont formés au sein du 1er groupe d'intervention, commandé par le major-général Rikichi Tsukada (de) sous le contrôle du groupe d'armées expéditionnaire japonais du Sud, durant la campagne des Philippines. Bien que structuré comme une division, ses capacités sont bien moindres car ses six régiments sont numériquement de la taille d'un bataillon d'infanterie standard, ne disposent pas d'artillerie, et doivent s'appuyer sur les autres unités pour leur soutien logistique. Ses hommes n'ont pas suivi un entraînement complet de parachutiste et s'appuient sur les avions pour le transport.
Quelque 750 hommes, la plupart de la 2e brigade d'intervention, de ce groupe sont déployés pour attaquer les bases aériennes américaines sur Luçon et Leyte dans la nuit du 6 décembre 1944. Ils sautent de transporteurs Ki-57 mais la plupart de ces avions sont abattus. Quelques 300 commandos réussissent à atterrir à Burauen. La force détruit plusieurs avions et inflige de nombreuses pertes avant d'être annihilée.
Le reste de la division parachutiste est basée aux Philippines jusqu'à la fin de la guerre.

## Équipement

### Uniformes
Les uniformes des parachutistes japonais durant la campagne de Palembang sont similaires à ceux des parachutistes allemands. Le casque de cuir est plus tard remplacé par un en acier, bien que des photographies suggèrent que le casque allemand est réellement livré aux parachutistes japonais. Les troupes portent un équipement militaire standard avec des baudriers de munitions. Durant la campagne des Philippines, les uniformes deviennent de couleur kaki avec des ceintures et harnais marron, l'étoile jaune sur les chapeaux devient plus sombre et les gants et bottes deviennent marron clair.
Dans les deux cas, les parachutistes japonais portent des badges représentant un milan d'or, similaire aux ailes des pilotes, ainsi qu'une cocarde représentant un parachute ouvert et une étoile.

### Armement
- Baïonnette (Baïonnette Type 30)
- Nambu Type 94
- Revolver Type 26
- Nambu type 14
- Fusil Arisaka (en)
- Fusil Type 2 (ja)
- Pistolet-mitrailleur Type 100
- Mitrailleuse Type 96
- Mitrailleuse Type 99
- Fusil antichar Type 97
- Grenade à main type 97
- Lance-grenades Type 89 50 mm
- Lance-grenades Type 97
- Mortier Type 11
- Mortier d'infanterie Type 99 81 mm
- Canon de campagne Type 11

Quelques armes lourdes sont larguées dans des containers spéciaux.
Vers la fin de la guerre, il est prévu que la division parachutiste soit équipée d'armes avancées, comme des armes anti-chars expérimentales, telles que le lance-roquettes Type 4 70 mm (en) ou le canon sans recul Type 5 45mm, mais sans suite.
Le soutien blindé est assuré par des chars légers Type 95 Ha-Go entre autres. Il est également prévu que les unités parachutistes utilisent le char léger numéro 3 spécial (en) So-Ra ou Ku-Ro, dont le Maeda Ku-6 (en), un char expérimental largué par planeur mais qui n'est jamais mis en production.